# 리썰 웨폰 3
《리썰 웨폰 3》(영어: Lethal Weapon 3)은 1992년 개봉한 미국의 영화이다.

## 줄거리
은퇴를 일주일 앞둔 LA 경찰국의 로저 머토 경사와 마틴 릭스 경사는 사무실 건물 폭탄 해체에 실패하여 제복 근무로 강등된다. 거리 순찰 중 그들은 현금 수송차 도난 사건을 목격하고, 현금 수송차 운전사 델로레스의 도움을 받아 범죄를 저지하는 데 일조한다. 두 명의 도둑 중 한 명은 도망치지만, 다른 한 명은 경찰에 구금된다. 용의자는 지역 무기 밀매 조직을 운영하는 전직 LA 경찰국 중위 잭 트래비스의 알려진 공범이다. 도둑들은 철갑탄을 사용하고 있었다. 릭스와 머토는 다시 승진하여 내사과의 로나 콜 경사와 함께 트래비스를 추적하는 임무를 맡게 된다.
트래비스는 폭력배 타이론과 무기 거래를 협상 중이다. 도망쳤던 도둑이 트래비스에게 끌려오고, 트래비스는 경찰의 추적을 유도했다는 이유로 그를 죽인다. 트래비스는 자신의 옛 경찰 신분증을 사용하여 심문실에 들어가 심문받기 전에 구금된 용의자를 죽인다. 그러나 경찰서에는 폐쇄회로 카메라가 설치되어 있었고, 콜은 트래비스의 신원을 확인하는 데 성공한다. 세 사람이 영상을 검토하는 동안, 머토의 집 매매를 돕고 있던 친구 리오 게츠가 도착하여 이전 사업 거래에서 트래비스를 알아본다. 머토, 릭스, 게츠는 아이스하키 경기에서 트래비스를 간발의 차로 놓치고 게츠는 부상을 입는다. 게츠는 트래비스가 소유한 창고를 언급하며, 그곳이 무기 선적을 보관했을 수도 있는 장소라고 말한다.
릭스와 머토는 창고를 급습하기 전에 콜에게 지원을 요청하고, 음식 트럭에 들러 그녀를 기다린다. 음식을 기다리던 중 그들은 마약 거래를 목격하고 이를 막으려 한다. 머토는 자신들에게 총을 쏜 총잡이를 죽이고, 나머지는 도망친다. 머토는 그 총잡이가 아들 닉의 절친한 친구 대릴임을 알아본다. 머토가 감정적으로 괴로워하자 릭스와 콜은 창고로 향하여 다음 무기 선적을 확보한다. 그날 밤 릭스와 콜은 섹스를 한다. 릭스는 나중에 죄책감에 시달리며 배에서 술에 취해 있는 머토를 발견하고 대릴의 장례식에 맞춰 그를 위로한다. 그곳에서 대릴의 아버지는 머토에게 대릴에게 총을 준 사람을 찾아달라고 간청한다.
콜은 대릴의 총, 철갑탄, 그리고 그들이 회수한 무기들이 원래 경찰에 보관되어 파기될 예정이었으나 트래비스가 훔쳤다는 사실을 알게 되고, 시스템에서 그의 신분증을 취소한다. 그들은 또한 총기들을 타이론과 연결시키고 그를 심문한다. 타이론은 그들을 많은 그의 부하들이 일하는 자동차 정비소로 안내한다. 릭스, 머토, 콜은 여러 명의 남자들을 체포한다. 한편, 트래비스는 그의 부하 중 한 명에게 컴퓨터 시스템을 해킹하여 다른 무기 보관 구역을 찾게 한다. 머피 반장의 신분증을 사용하여 총기를 훔치기 위해 그는 머피를 총으로 위협하여 이 새로운 시설로 데려가게 한다. 콜은 해킹 증거와 머피의 부재를 발견하고, 세 사람은 신참 경찰 에드워즈와 함께 트래비스를 저지한다. 그들은 머피를 구하고 트래비스와 그의 부하들이 무기를 가져가기 전에 막는 데 성공하지만, 추격 중 에드워즈는 사망한다.
게츠는 트래비스의 위장 회사가 소유한 주택 개발에 대한 정보를 제공한다. 릭스, 머토, 콜은 밤에 현장에 침투하여 총격전을 벌인다. 릭스는 건설 현장에 불을 지르고 트래비스의 부하들 대부분이 사망하며, 트래비스는 콜에게 부상을 입힌다. 트래비스가 불도저를 사용하여 총알 방패로 블레이드를 사용하며 릭스를 추격하자, 머토는 대릴의 총(이제 철갑탄이 장전되어 있음)을 릭스에게 던지고, 릭스는 블레이드를 뚫고 트래비스를 쏴 죽인다. 콜이 두 겹의 케블라 조끼를 입고 있었다는 것을 알게 된 릭스는 그녀가 헬리콥터로 실려 가는 동안 그녀에 대한 사랑을 고백한다.
다음 날, 머토의 가족은 그의 은퇴를 축하하고 있을 때, 머토는 게츠에게 집을 팔지 않고 경찰에 남기로 결정했으며 릭스와의 파트너십을 유지할 것이라고 밝힌다.

## 한국판 성우진

### MBC (1994년 9월 17일)
- 양지운 - 마틴 릭스(멜 깁슨)
- 탁재인 - 로저 머터프(대니 글로버)
- 김도현 - 리오 게츠(조 페시)
- 최성우 - 로나 콜(러네이 루소)
- 김기현 - 잭 트래비스(스튜어트 윌슨)
- 이영달 - 머피 과장(스티브 카핸) / 에디(노먼 D. 윌슨)
- 강미 - 트리시(달린 러브)
- 김명수 - 허먼(앨런 스카프)
- 이도련 - 경찰(스티브 프사로스)
- 김순선 - 도레스(델로어스 홀)
- 김윤정 - 우드 박사(메리 엘렌 트레이너)
- 이인성 - 트래비스의 부하(스벤올레 토르센)
- 최상기 - 타이론(그레고리 밀러)
- 곽대홍 - 데릴의 아버지(대니 레이)
- 박영희 - 리앤(트레이시 울프)
- 신성호 - 해쳇(닉 친런드)
- 오혜숙 - 간호사(로런 슐러 도너)
- 박영화 - 트래비스의 부하(폴 투에프)
- 이우신 - 스미티(존 나티엠포)
- 이윤연 - 자동차 정비소 직원(피트 안티코)
- 황윤걸 - 영화 배우(헨리 킨지)
- 손원일 - 경찰(제이슨 레인워터) / 무단횡단자(앤드류 힐 뉴먼)
- 안지환 - 데릴(바비 윈)
- 양희문 - 영화 감독(스티븐 케이)
- 최원형 - 닉(데이몬 하인스)

### SBS (2001년 10월 14일)
- 양지운 - 마틴 릭스 (멜 깁슨)
- 유해무 - 로저 머터프 (대니 글로버)
- 황원 - 리오 게츠 (조 페시)
- 강희선 - 로나 콜 (러네이 루소)
- 한상덕
- 이연희
- 김태웅
- 김순영
- 서광재
- 안종덕
- 이명선
- 이원준
- 김영선
- 엄태국